# Fieberbrunn
Fieberbrunn es una localidad del distrito de Kitzbühel, en el estado de Tirol, Austria, con una población estimada a principio del año 2018 de 4287 habitantes. 
Se encuentra ubicada al noreste del estado, al este de la ciudad de Innsbruck —la capital del estado— y cerca de la frontera con Alemania, al norte, y con el estado de Salzburgo, al este.

## Galería

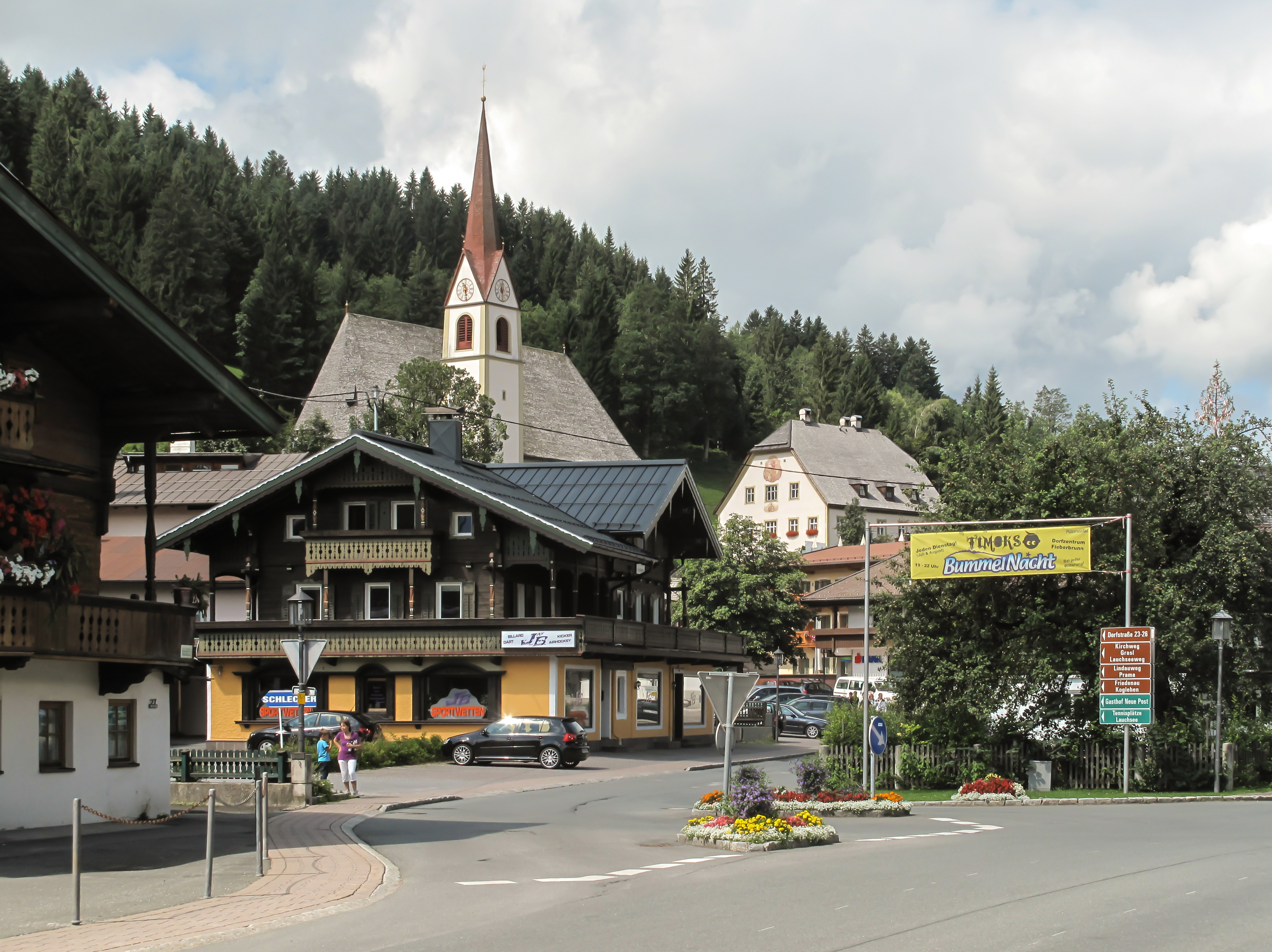
La iglesia catolica (la Pfarrkirche Sankt Primus und Felizian) en la calle
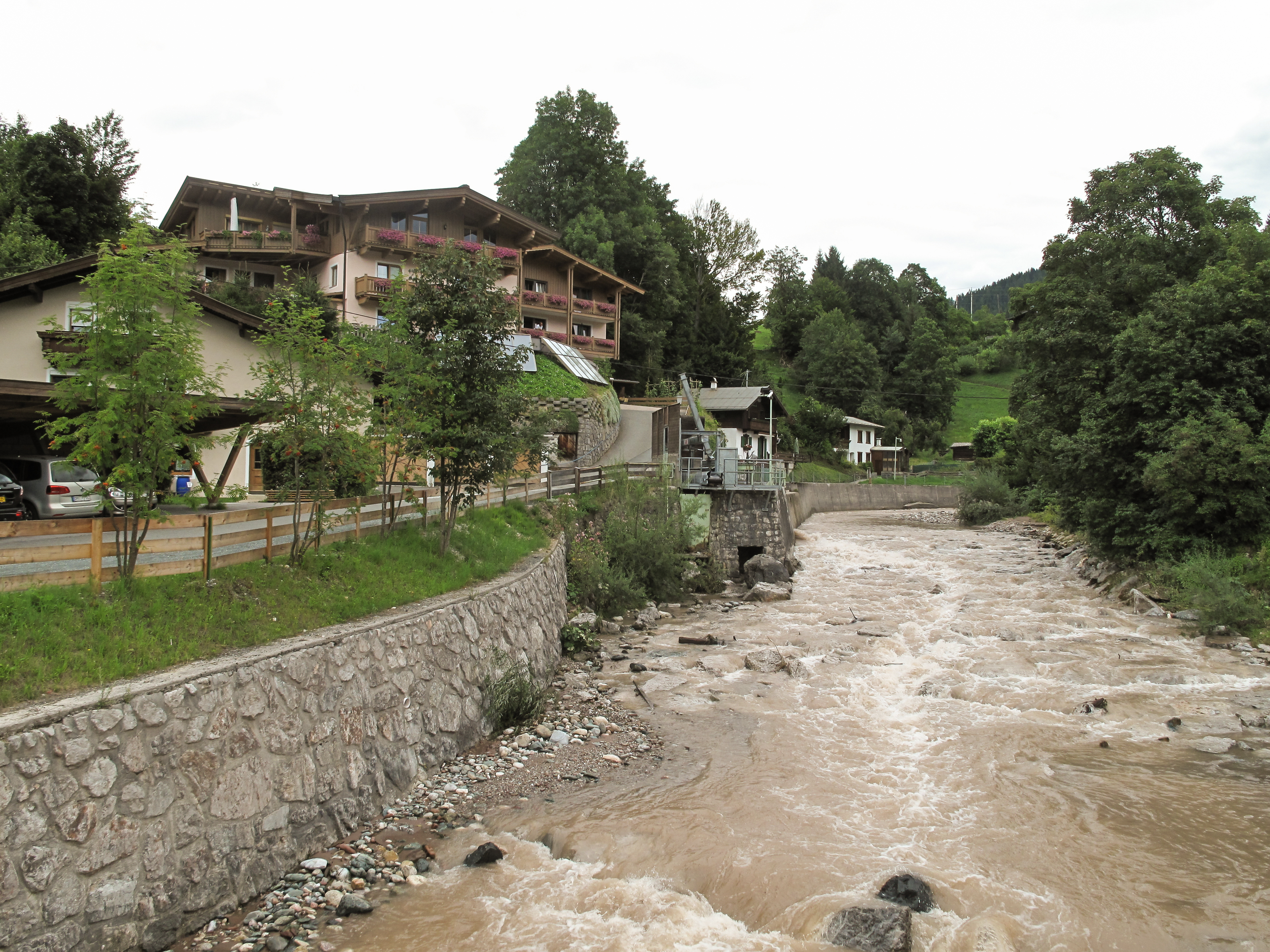
El arroyo a través del pueblo de Fieberbrunn
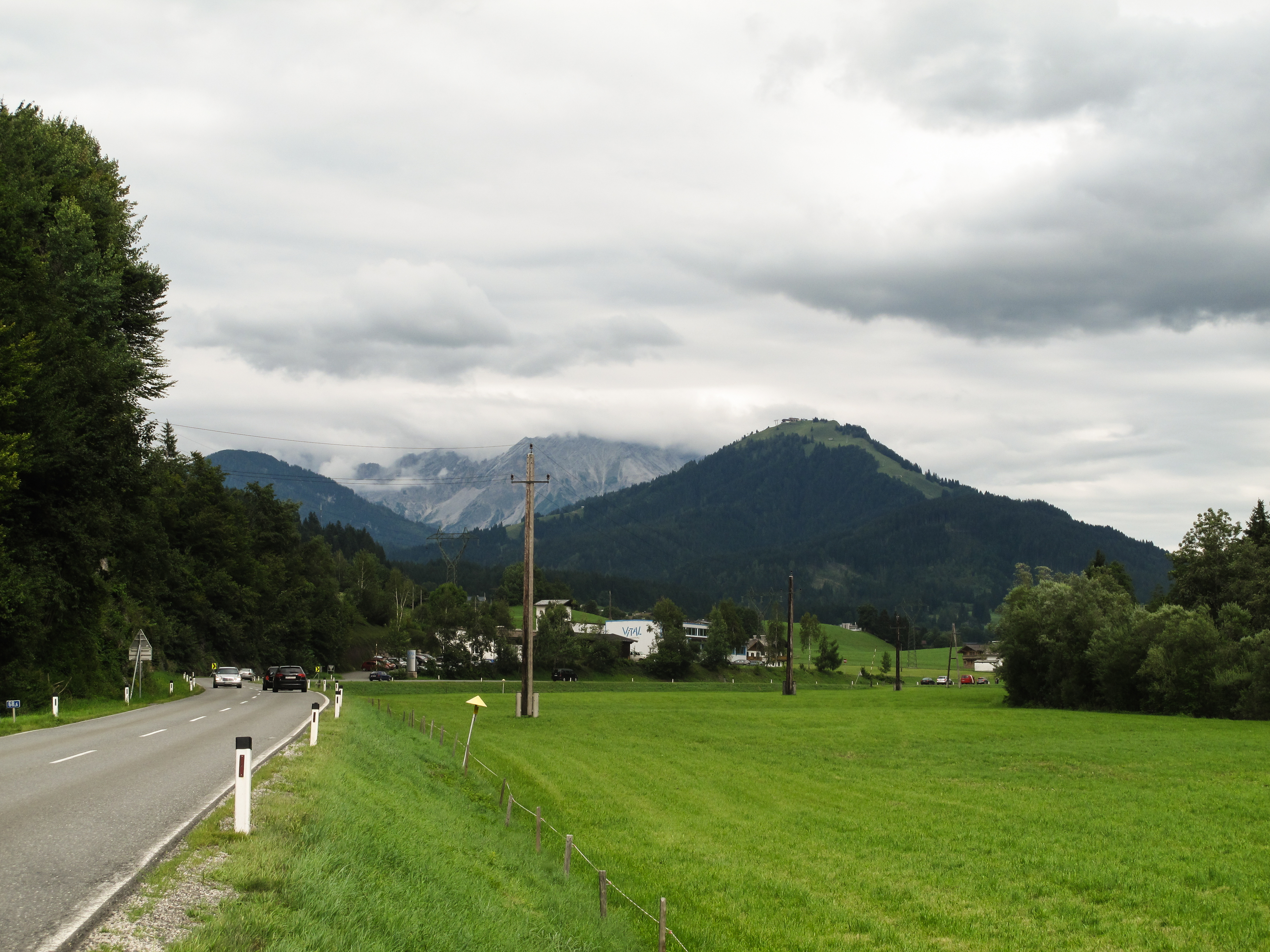
El panorama entre Fieberbrunn y Sankt Johann